# Deivid Willian da Silva
Deivid Willian da Silva, mais conhecido como Deivid (Londrina, 18 de janeiro de 1989), é um ex-futebolista brasileiro que atuava como volante. 

## Carreira

### Atlético Paranaense
Formado nas categorias de base do PSTC e Atlético Paranaense, Deivid foi promovido à equipe principal do Atlético em 2009, devido a carência de volantes na equipe. Seguido por muitas lesões e perseguido por alguns técnicos, Deivid conseguiu destaque na equipe do Atlético-PR apenas na metade de 2011 com o técnico Adilson Batista, pois no mesmo ano o clube teve dois técnicos anteriores a Adilson que não deram oportunidades ao atleta. Em 2011, Deivid foi considerado imprescindível ao meio campo do clube paranaense, sendo titular absoluto e um dos principais jogadores do clube. Recebeu mais tarde o apelido de Leão da Baixada, pela raça e vontade demonstradas em campo.
Seu primeiro gol como profissional ocorreu na tarde de 8 de fevereiro de 2012 no jogo válido pelo campeonato paranaense entre Atlético e Toledo, quando marcou, aos 39 minutos do primeiro tempo, o primeiro gol do placar: 4–0.
No dia 19 de novembro de 2014, Deivid completou 200 jogos pelo Furacão, a partida termino em 1–1, e com Deivid machucado. Se destacou na partida contra o Santa Cruz pela série A 2016, onde marcou um golaço, pegando a sobra de bola chutando de primeira no ângulo do goleiro. Marcou o único gol da vitória Atleticana.

### Guarani
Guarani fechou a contratação de Deivid, jogador que disputou a temporada 2018 pelo Sport, vem por empréstimo até 1 de dezembro de 2019.

### Aposentadoria
Anunciou sua aposentadoria dos gramados em setembro de 2022, aos 33 anos.

## Titulos
Atlético Paranaense
- Campeonato Paranaense: 2016 e 2018

### Outras conquistas
Atlético Paranaense
- Torneio Cidade de Londrina: 2010[7]
- Marbella Cup: 2013
- Taça Caio Júnior: 2018

## Prêmios individuais
Atlético Paranaense
- Seleção do Campeonato Paranaense - 2012[8]